# ديفيد كاس
ديفيد كاس (بالإنجليزية: David Cass)‏ هو اقتصادي أمريكي، ولد في 19 يناير 1937 في هونولولو في الولايات المتحدة، وتوفي في 15 أبريل 2008 في فيلادلفيا في الولايات المتحدة.